# Вакцинація проти COVID-19 на Філіппінах
Вакцинація проти COVID-19 на Філіппінах — це кампанія масової імунізації населення Філіппін проти COVID-19 під час пандемії коронавірусної хвороби. Програма вакцинації була ініційована адміністрацією Родріго Дутерте 1 березня 2021 року, через день після надходження в країну перших доз вакцини, наданих китайським урядом.
Управління з контролю за якістю харчових продуктів і медикаментів Філіппін видало дозволи на екстрене використання) для 10 вакцин проти COVID-19 (у хронологічному порядку): Pfizer–BioNTech, Oxford–AstraZeneca, Коронавак, Спутник V, Janssen, Коваксин, Moderna, Sinopharm BIBP , Sputnik Light і Novavax.
Станом на 19 лютого 2023 року по всій країні введено 166423405 доз вакцини, з них повністю щеплено 73873958 осіб, введено 21500083 бустерних доз.

## Історія та хронологія
Організаційну структуру управління програмою імунізації проти COVID-19 було сформовано 26 жовтня 2020 року для сприяння проведенню вакцинації проти COVID-19 на Філіппінах, однак її до 6 листопада 2020 року замінив кластер вакцин у Міжвідомчій робочій групі з новими інфекційними захворюваннями. Керівником кластеру вакцин був призначений Карліто Галвес-молодший. Філіппінська національна програма вакцинації та план впровадження також були затверджені до 6 листопада 2020 року.

### Підготовка

#### Залучені організації
Організаційну структуру управління програмою імунізації проти COVID-19 було сформовано 26 жовтня 2020 року з наміром контролювати розподіл вакцин проти COVID-19, щойно вони стануть доступними. Однак до 6 листопада управління було скасовано та замінено кластером вакцин у національній цільовій групі проти COVID-19 міжвідомчої робочої групи з боротьби з новими інфекційними захворюваннями. Кластер вакцини відрізняється від кластера національної цільової групи з реагування на COVID-19.
З іншого боку, Управління з контролю за якістю харчових продуктів і медикаментів Філіппін є агенцією, якій доручено розглядати та затверджувати використання та комерційне розповсюдження вакцин проти COVID-19 на Філіппінах, а також видавати дозвіл на екстрене використання для них.

#### План постачання
Уряд Філіппін планував розпочати програму вакцинації приблизно в лютому 2021 року, очікуючи поставки вакцини Pfizer, отриманих за програмою COVAX, і першої партії вакцини «Коронавак», у якій мало бути 50 тисяч доз. Доставка вакцини Pfizer була відкладена через проблеми з документацією. Уряд планував розпочати повне запровадження або масову вакцинацію для населення приблизно наприкінці 2021 року.

### Схвалення регуляторних органів
За звичайних обставин препарати та вакцини розглядаються для схвалення Управлінням з контролю за якістю харчових продуктів і медикаментів (FDA) протягом 6 місяців. Президент Родріго Дутерте задля прискорення медичних заходів уряду в зв'язку з пандемією, підписав виконавчий наказ 2 грудня 2020 року, який дозволив FDA надати дозвіл на екстрене використання вакцин і засобів лікування COVID-19. Екстрене схвалення для конкретної вакцини дозволить уряду купувати цю вакцину та використовувати її для програми вакцинації. Екстрене схвалення не буде дозволяти комерційне використання таких вакцин, або надавати згоду на використання вакцини для особистого використання.
Процес екстреного схвалення вакцин місцевим FDA описаний у циркулярі FDA № 2020—036.
Екстрене схвалення, надане для вакцини або препарату проти COVID-19, залишається дійсним, якщо він відповідає трьом умовам:
- На основі сукупності доказів, включаючи дані адекватних і добре відомих контрольованих досліджень, логічно вважати, що препарат або вакцина можуть бути ефективними для запобігання, діагностики або лікування COVID-19.
- Відомі та потенційні переваги препарату чи вакцини переважають відомі та потенційні ризики, якщо такі є.
- Немає адекватної, схваленої та доступної альтернативи препарату чи вакцині.

Термін дії екстреного схвалення закінчується через рік після скасування статусу надзвичайної ситуації у сфері охорони здоров'я, оголошеної у відповідь на пандемію, або через рік від дати реєстрації, якщо препарат або вакцина проти COVID-19 повністю зареєстровані в FDA.
Серед умов для виробника вакцини для отримання екстреного схвалення на Філіппінах є отримання попереднього екстреного схвалення в країні походження або в інших країнах із «зрілим» регулятором. Жодному виробнику не буде дозволено спочатку отримати екстрене схвалення на Філіппінах. Для цілей процесу схвалення місцеви регулятором екстреного застосування такі іноземні регуляторні органи вважаються «розвиненими»:
- Австралійське агентство з лікарських засобів
- Агентство фармацевтичних препаратів і медичних приладів (Японія)
- Міністерство безпеки харчових продуктів і ліків (Південна Корея)
- Міністерство охорони здоров'я Канади
- Управління медичних наук (Сінгапур)
- Швейцарське агентство з лікарських засобів
- Агентство з лікарських засобів і медичних товарів Великої Британії
- FDA (США)
- Європейське агентство з лікарських засобів

#### Виробники вакцин, які подали заявку на екстрене схвалення
FDA Філіппін оголосило, що 3 виробники вакцин, а саме Pfizer–BioNTech, AstraZeneca та Sinovac Biotech, дали заявку на екстрене схвалення своєї вакцини на Філіппінах.

### Перебіг вакцинації

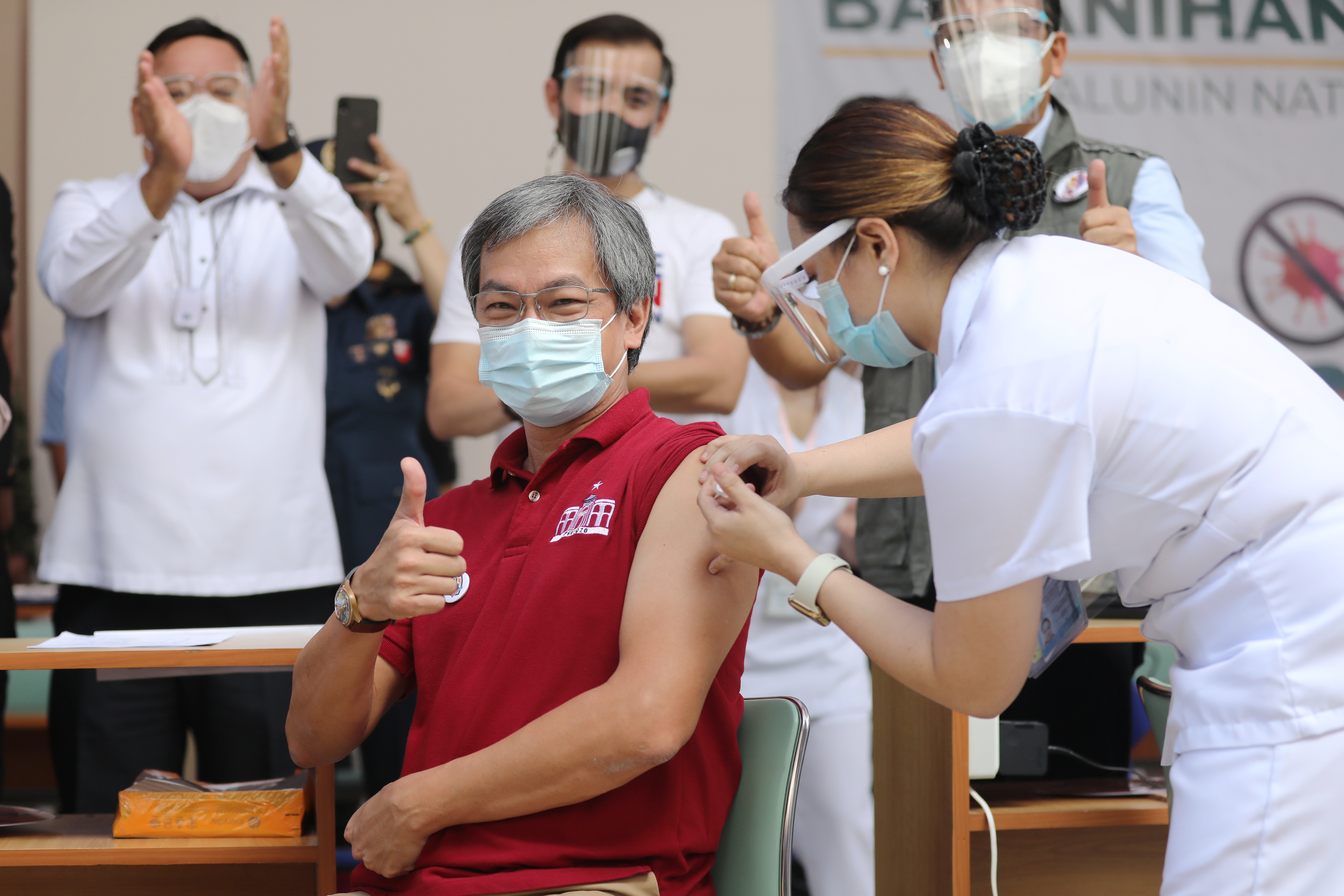
1 березня 2021 року лікар Херардо Легаспі офіційно став першим вакцинованим проти COVID-19 у країні

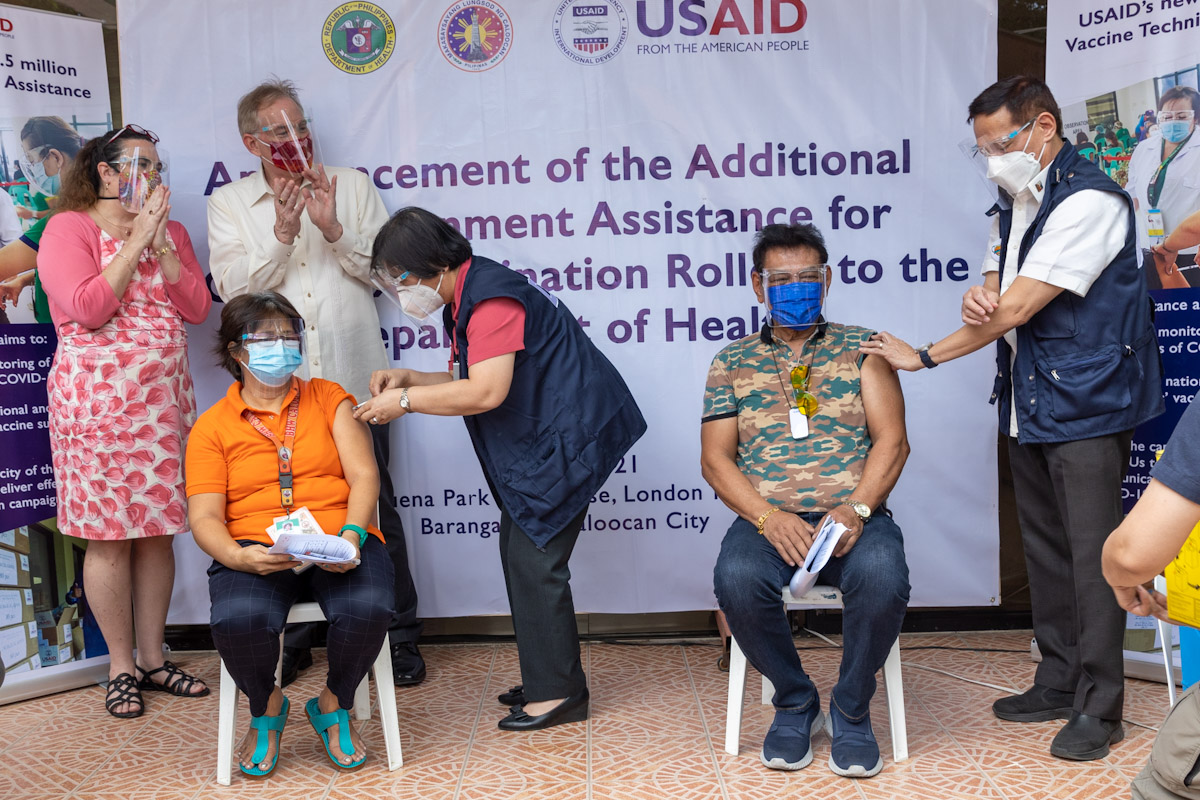
Центр вакцинації в Калоокані

Вакцинація на Філіппінах офіційно почалася 1 березня 2021 року, незабаром після надходження першої партії вакцини від Sinovac Biotech. Перед офіційним початком вакцинації було проведено пробне тестування, щоб переконатися, що вакцини, особливо чутливі до температури, будуть вводитися з мінімальними проблемами.
У лютому 2021 року регуляторне агентство Філіппін рекомендувала не використовувати вакцину «Коронавак» для медичних працівників через низькі показники ефективності під час досліджень на медичних працівниках в інших країнах. ЇЇ рекомендовано використовувати для працюючого населення та військовослужбовців.
Національна технічна консультативна група з імунізації 26 лютого схвалила використання вакцини «Коронавак» для медичних працівників. Працівникам охорони здоров'я все ще дозволяється не вводити цю вакцину та чекати більш ефективної вакцини. Співробітники Філіппінської загальної лікарні вимагали кращої вакцини та збільшення виплат за небезпечну роботу.
На прес-конференції речник президента Гаррі Роке заявив, що медичні працівники можуть відмовитися від вакцини «Коронавак» і чекати на вакцини від Pfizer–BioNTech, Moderna та Oxford–AstraZeneca, залишаючись в пріоритетній групі, але інші пріоритетні групи отримають лише те, що є в наявності в їх місцевості.
Виконання національної програми вакцинації Філіппін розпочалося 1 березня 2021 року, незабаром після надходження 600 тисяч доз вакцини «Коронавак». Директор і лікар Філіппінської загальної лікарні Херардо Легаспі офіційно став першим вакцинованим COVID-19 у країні. Початкова група вакцинації охоплювала близько 50 тисяч військовослужбовців і 250 тисяч медичних працівників. Станом на 3 березня 2021 року вакцинація була обмежена агломерацією Маніли та медичними працівниками. Проте деякі урядовці були вакциновані, щоб підвищити довіру до вакцини.
6 березня 2021 року розпочалось введення вакцини Oxford–AstraZeneca, отриманої за програмою COVAX. Медичні працівники, які відмовилися від вакцини «Коронавак», мали пріоритет при її введенні.
У травні 2021 року розпочато щеплення вакцинами ще від двох виробників. Вакцинація «Спутник V» почалося 3 травня в 5 містах агломерації Маніли; а саме Макаті, Маніла, Тагіг, Параньяке та Мунтінлупа. Вакцинація Pfizer почалося 12 травня в двох містах агломерації Маніли (Сан-Хуан і Макаті). 30 червня 2021 року розпочалось введення вакцини Moderna в агломерації Маніли, включаючи Сан-Хуан. 20 липня 2021 року в Таклобані почалося введення вакцини Janssen. 12 серпня 2021 року керівник вакцинальної програми повідомив, що вакциновані першою дозою «Спутник V» можуть отримати вакцину AstraZeneca як другу дозу у випадку, коли відправлення «Спутник V» затримується через логістичні проблеми.
Вакцинація неповнолітніх почалася в середині жовтня 2021 року. Тоді були видані дозволи на екстрене використання вакцин Moderna та Pfizer для неповнолітніх (12–15 років для Pfizer; 12-17 років для Moderna).
Щоб прискорити програму імунізації, уряд оголосив про проведення з 29 листопада до 1 грудня «Національних днів вакцинації». 29 листопада та 1 грудня стали особливими робочими днями. Спочатку планувалося імунізувати 15 мільйонів осіб, але пізніше цей план скоротили до 9 мільйонів через проблеми з логістикою шприців для вакцини Pfizer.

## Видача сертифікатів вакцинації
Після щеплення вакциною проти COVID-19 місцевий орган влади або визнані приватні постачальники медичних послуг видають картку вакцинації, яка є доказом вакцинації. Пізніше департамент інформаційно-комунікаційних технологій (DICT) у координації з міністерством охорони здоров'я разом із міжвідомчою робочою групою з боротьби з новими інфекційними захворюваннями для централізованого реєстру жителів, вакцинованих проти COVID-19, видає свідоцтво під загальним цифровим ідентифікатором вакцини, який міститиме унікальний QR-код.
З 6 вересня 2021 року національний цифровий сертифікат про вакцинацію проти COVID-19, який отримав назву VaxCERTPH, був запущений як офіційний сертифікат про вакцинацію проти COVID-19 для міжнародних і внутрішніх поїздок для повністю вакцинованих громадян і резидентів Філіппін. Цифровий сертифікат базується на міжнародних стандартах Всесвітньої організації охорони здоров'я. Записи про вакцинацію для сертифіката VaxCERTPH базуються на Системі управління інформацією про вакцинацію (VIMS), якою керує Департамент інформаційних і комунікаційних технологій (DICT) на основі даних, завантажених місцевими органами влади на Філіппінах. У 2022 році VaxCERTPH оновив сертифікати вакцинації, які включають також додаткові ревакцинації.
Водночас з липня 2021 року Бюро карантину на Філіппінах почало видавати новий формат міжнародного сертифіката про вакцинацію повністю вакцинованим громадянам і резидентам Філіппін для міжнародних поїздок за умови, що вакцина проти COVID-19 внесена до списку екстреного використання Всесвітньої організації охорони здоров'я.

### Визнання свідоцтв про вакцинацію
4 липня 2021 року Міжвідомча робоча група з боротьби з новими інфекційними захворюваннями дозволила внутрішні поїздки в межах Філіппін для повністю вакцинованих осіб, які були щеплені вакциною проти COVID-19 згідно зі списком екстреного використання Всесвітньої організації охорони здоров'я або отримали дозвіл на екстрене використання або спеціальний дозвіл, виданий місцевим управлінням з харчових продуктів і медикаментів (FDA). Ті самі правила застосовуються до повністю вакцинованих осіб, які прибули до країни із країн і територій, які вважаються «територіями з низьким ризиком», і можуть отримати скорочений період карантину на 7 днів.
8 жовтня 2021 року Міжвідомча робоча група з боротьби з новими інфекційними захворюваннями представила переглянуті рекомендації, згідно з якими повністю вакциновані особи з юрисдикцій із «низьким» (зелений список) і «помірним» (жовтий список) ризиками можуть отримати скорочений карантин у закладі до 5 днів після пред'явлення національного цифрового сертифікату, виданого іноземним урядом за взаємною угодою з Філіппінами.
13 жовтня 2021 року Міжвідомча робоча група з боротьби з новими інфекційними захворюваннями згодом дозволила в'їзд повністю вакцинованим особам із країн і юрисдикцій із «низьким рівнем ризику» (зелений список) зі скасуванням карантину на базі закладу за умови пред'явлення негативного результату ПЛР-тесту протягом 72 годин до вильоту з їх країни. Пізніше ця політика полягала в представленні негативного результату ПЛР-тесту протягом 48 годин до вильоту з країни.
На кінець 2021 року Філіппіни визнавали сертифікати про вакцинацію, видані такими країнами: Албанія, Вірменія, Аргентина, Азербайджан, Австралія, Австрія, Бахрейн, Бельгія, Бразилія, Бруней, Камбоджа, Канада, Чилі, Колумбія, Чехія, Данія, Еквадор, Єгипет, Естонія, Франція, Грузія, Німеччина, Греція, Гонконг, Індія, Індонезія, Ірак, Ірландія, Ізраїль, Італія, Японія, Казахстан, Кувейт, Макао, Малайзія, Мальдіви, Мальта, М'янма, Монако, Нідерланди, Нова Зеландія, Оман, Палау, Папуа Нова Гвінея, Перу, Португалія, Катар, Самоа, Сінгапур, Словенія, Іспанія, Сирія, Швейцарія, Південна Корея, Шрі-Ланка, Таїланд, Тимор-Лешті, Туніс, Туреччина, Об'єднані Арабські Емірати, Велика Британія, США, Уругвай і В'єтнам.

### Бустерна вакцинація
Незалежна консультативна рада Рада з оцінки технологій охорони здоровя (HTAC) випустила свої рекомендації щодо введення третьої дози вакцини проти COVID-19 як ревакцинації з пріоритетом для працівників охорони здоров'я та інших пріоритетних груп.
16 листопада 2021 року медичним працівникам передової ланки було введено додаткову дозу вакцини. Подібним чином міжвідомча комісія з нових інфекційних захворювань схвалила введення додаткової дози філіппінцям, які працюють за кордоном, які працюють за кордоном протягом 4 місяців, за умови, що їх друга доза була введена за 6 місяців до цього. 22 листопада 2021 року запроваджено бустерні дози особам похилого віку та особам з ослабленим імунітетом. Ці групи можуть вибрати бажану марку вакцини порівняно з основною вакцинацією.
3 грудня 2021 року міністерство охорони здоров'я Філіппін оголосило про розширення програми ревакцинації, згідно з якою всі дорослі віком від 18 років можуть отримати додаткові ревакцинації принаймні через 6 місяців після первинної серії або через 3 місяці після отримання однодозової вакцини Janssen.
Через загрозу варіанту Омікрон 22 грудня 2021 року міністерство охорони здоров'я оголосило про скорочення інтервалу введення бустерних доз для всіх дорослих віком від 18 років через 3 місяці після первинної серії або через 2 місяці після отримання однодозової вакцини Janssen.

## Постачання вакцин

### Використання вакцин
| Вакцина            | Виробник                                                                    | Прогрес                        | Замовлені дози                                                           | Отримані дози (включаючи пожертви і надходження через COVAX) | Отримано пожертви (включно застави та через COVAX) | Екстрене схвалення                         | Повне схвалення                            | Використання   |
| ------------------ | --------------------------------------------------------------------------- | ------------------------------ | ------------------------------------------------------------------------ | ------------------------------------------------------------ | -------------------------------------------------- | ------------------------------------------ | ------------------------------------------ | -------------- |
| Pfizer–BioNTech    | Pfizer і BioNTech                                                           | III фаза клінічних досліджень  | 40 мільйонів                                                             | 63730020                                                     | 23728890 (COVAX)                                   | 14 січня 2021                              | Заявка на повне схвалення не подавалась    | 12 травня 2021 |
| Oxford–AstraZeneca | Оксфордський університет і AstraZeneca                                      | III фаза клінічних досліджень  | 17 мільйонів                                                             | 36969350                                                     | 15530100 (COVAX) 6797650 (пожертви)                | 28 січня 2021                              | Заявка на повне схвалення не подавалась    | 6 березня 2021 |
| Коронавак          | Sinovac Biotech                                                             | III фаза клінічних досліджень  | 45 мільйонів                                                             | 56030400                                                     | 4000000 (пожертви)                                 | 22 лютого 2021                             | Заявка на повне схвалення не подавалась    | 1 березня 2021 |
| Спутник V          | Науково-дослідний інститут епідеміології та мікробіології ім. М. Ф. Гамалії | III фаза клінічних досліджень  | 10 million                                                               | 10000000                                                     | 15000                                              | 19 березня 2021                            | Заявка на повне схвалення не подавалась    | 3 травня 2021  |
| Коваксин           | Bharat Biotech                                                              | III фаза клінічних досліджень  | 8 мільйонів                                                              | –                                                            | –                                                  | 19 квітня 2021}}                           | Заявка на повне схвалення не подавалась    | В очікуванні   |
| Janssen            | Janssen                                                                     | III фаза клінічних досліджень  | 5 мільйонів (спільні закупки через COVAX) 6 мільйнів (після переговорів) | 12725650                                                     | 12725650 (COVAX)                                   | 19 квітня 2021                             | Заявка на повне схвалення не подавалась    | 20 липня 2021  |
| Moderna            | Moderna                                                                     | III фаза клінічних досліджень  | 20 мільйонів                                                             | 33095100                                                     | 12945660 (COVAX) 249600                            | 5 травня 2021                              | Заявка на повне схвалення не подавалась    | 30 червня 2021 |
| Sinopharm BIBP     | Sinopharm і Пекінський інститут біологічних продуктів                       | III фаза клінічних досліджень  | 10 million (після переговорів)                                           | 1100000                                                      | 1100000 (пожертва)                                 | 7 червня 2021                              | Заявка на повне схвалення не подавалась    | 20 серпня 2021 |
| Sinopharm WIBP     | Sinopharm і Уханьський інститут біологічних продуктів                       | III фаза клінічних досліджень  | –                                                                        | –                                                            | –                                                  | 19 серпня 2021                             | Заявка на повне схвалення не подавалась    | В очікуванні   |
| Спутник Лайт       | Науково-дослідний інститут епідеміології та мікробіології ім. М. Ф. Гамалії | III фаза клінічних досліджень  | –                                                                        | 5000                                                         | 5000 (пожертва)                                    | 20 серпня 2021                             | Заявка на повне схвалення не подавалась    | Листопад 2021  |
| Covovax            | Інститут сироватки крові Індії і Novavax                                    | III фаза клінічних досліджень  | 10 мільйонів (після переговорів)                                         | –                                                            | –                                                  | 17 листопада 2021                          | Заявка на повне схвалення не подавалась    | В очікуванні   |
| Corbevax           | Biological E. Limited                                                       | III фаза клінічних досліджень  | –                                                                        | –                                                            | –                                                  | Не було заявки на екстрене схвалення       | Заявка на повне схвалення не подавалась    | В очікуванні   |
| Arcturus           | Arcturus Therapeutics                                                       | II фаза клінічних досліджень   | –                                                                        | –                                                            | –                                                  | Заявка на екстрене схвалення не подавалась | Заявка на екстрене схвалення не подавалась | В очікуванні   |
| Clover             | «Clover Biopharmaceuticals»                                                 | III фаза клінічних досліджень  | –                                                                        | –                                                            | –                                                  | Заявка на екстрене схвалення не подавалась | Заявка на повне схвалення не подавалась    | В очікуванні   |
| EuBiologics        | «EuBiologics Co»                                                            | I/II фаза клінічних досліджень | –                                                                        | –                                                            | –                                                  | Заявка на екстрене схвалення не подавалась | Заявка на повне схвалення не подавалась    | В очікуванні   |

### За придбанням

#### Замовлення вакцин

##### Національний уряд
Уряд Філіппін проводив переговори з різними іноземними виробниками вакцин, щоб забезпечити постачання до країни вакцини проти COVID-19. Серед виробників — «Sinovac Biotech» (Китай), НДІ епідеміології та мікробіології імені Гамалїї (Росія), «Moderna» (США), «Pfizer» (США). Приватний сектор із дозволу уряду забезпечив принаймні 2,6 мільйона доз вакцини від британсько-шведського виробника «AstraZeneca». Уряд також забезпечив 10 мільйонів доз вакцини від американської фірми «Novavax», які поставлялися з Інституту сироватки крові Індії.
До кінця 2021 року уряд планував отримати 171 мільйон доз щонайменше від 7 компаній. Зусилля центрального уряду щодо закупівель були предметом різних суперечок.
Центральний уряд через міністерство закордонних справ відповідав на прохання Німеччини та Великої Британії звільнити їх від чинного обмеження Філіппін на розміщення медсестер за кордоном в обмін на вакцини. Велика Британія відхилила пропозицію, відмовившись пов'язувати вакцини з переговорами щодо направлення філіппінських медичних працівників у свою країну. Пропозиція також зустріла опір робочої групи «Migrante International».
Уряд Філіппін вів переговори з 4 фармацевтичними компаніями щодо постачання бустерних вакцин проти COVID-19.

##### Органи місцевого самоврядування
Органи місцевого самоврядування на Філіппінах, окремі муніципалітети, міста та провінції, виділили частину своїх бюджетів на закупівлю вакцини проти COVID-19 для власних потреб. Разом із приватними компаніями місцеві органи влади повинні були закуповувати вакцини у співпраці з центральним урядом, що призвело до того, що деякі члени парламенту поставили під сумнів вимоги центрального уряду дозволити місцевим органам влади закуповувати вакцини в односторонньому порядку. Однак уряд зазначив, що лише центральні уряди можуть безпосередньо закуповувати вакцини через програму COVAX Всесвітньої організації охорони здоров'я, і що сторонні приватні фірми та місцеві органи влади повинні підписати тристоронню угоду з національним урядом і виробником вакцини.

##### Вакцини, отримані за рахунок пожертв
Першою вакциною, придбаною центральним урядом Філіппін, була Коронавак. Першу партію вакцини з 600 тисяч доз Філіппіни отримали 28 лютого 2021 року, загалом країна повинна була отримати 26 мільйонів доз. Вакцини, отримані через програму COVAX, також фінансуються за рахунок пожертвувань іноземних держав. Робоча група з нових інфекційних хвороб схвалила участь Філіппін у COVAX 24 липня 2020 року. Країна є отримувачем вакцин від Pfizer–BioNTech і Oxford–AstraZeneca через цю платформу.
Філіппіни також вели переговори з Ізраїлем, щоб отримати можливу пожертву надлишку вакцин від цієї країни.
8 липня Філіппіни отримали від Японії 1124100 доз вакцини Oxford–AstraZeneca проти COVID-19 як пожертву.
16–17 липня через COVAX Філіппіни отримали 3239400 доз вакцини Janssen проти COVID-19 як пожертву від США.
2 серпня Філіппіни отримали від Великої Британії 415040 доз вакцини Oxford–AstraZeneca.
3 серпня через COVAX Філіппіни отримали 3000060 доз вакцини Moderna проти COVID-19 як пожертву від США.
Філіппіни отримали 100 тисяч доз вакцини Sinopharm BIBP від Об'єднаних Арабських Еміратів.
20–21 серпня Філіппіни отримали від Китаю близько 1 мільйона доз вакцини Sinopharm BIBP.
Філіппіни висловили намір отримати деякі з канадських вакцин проти COVID-19.

##### Місцеве виробництво
Станом на березень 2021 року 5 філіппінських фірм вели переговори з іноземними організаціями щодо будівницта заводів з виробництва вакцин на Філіппінах. Ці компанії були, зокрема з Китаю, Індії, Південної Кореї, Росії та США. Південнокорейська фірма «EU Biologics» співпрацювала з філіппінським дистриб'ютором вакцин «Glovax Biotech Corp.» з 2012 року. Дві компанії планували створити власний центр виробництва вакцин в особливій економічній зоні Кларк. Іншими зацікавленими іноземними сторонами були російський Науково-дослідний інститут епідеміології та мікробіології ім. М. Ф. Гамалії та університетський дослідницький відділ з США. Філіппінська компанія «United Laboratories» запустила програму, відому як «Vaccine Self Reliant Philippines», яка включає плани створення заводу з виробництва вакцин до 2023 року.

### За вакциною

#### Pfizer–BioNTech
Доставка вакцини Pfizer–BioNTech проти COVID-19 на Філіппіни затримувалась. За твердженнями засобів масової інформації, міністр охорони здоров'я Франсіско Дуке втратив ініціативу щодо угоди про вакцину Pfizer, яка могла забезпечити 10 мільйонів доз уже до січня 2021 року. 19 червня уряд Філіппін підписав угоду на закупівлю 40 мільйонів доз вакцини Pfizer-BioNTech.
Перша партія вакцини Pfizer з 193050 доз через програму COVAX прибула 10 травня 2021 року. 2279160 додаткових доз надійшли в країну через COVAX 10 червня.
Перша партія закупленої вакцини Pfizer–BioNTech з 562770 доз надійшла 21 липня 2021 року.

#### Oxford–AstraZeneca
14 січня 2021 року Філіппіни забезпечили доставку 17 мільйонів доз вакцини проти COVID-19 від британсько-шведської фармацевтичної та біофармацевтичної компанії AstraZeneca.
4 березня 2021 року до країни прибула партія з 487200 доз вакцини Oxford–AstraZeneca проти COVID-19 за програмою COVAX. Додаткова партія з 38400 доз прибула до країни 7 березня, що становило 525600 доз за програмою COVAX. 2 мільйони додаткових доз надійшли в країну за програмою COVAX 8 травня. Перша партія закупленої вакцини Oxford–AstraZeneca з 1150800 доз надійшла 16 липня 2021 року.

#### Коронавак
Плани отримати 36 мільйонів доз вакцини від китайської компанії «Sinovac Biotech» ретельно розглядалися в Конгресі Філіппін внаслідок повідомлень про її незначну ефективність. Рівень ефективності вакцини «Коронавак» відрізнявся залежно від країни; Туреччина повідомила про ефективність вакцини 91 %, а Бразилія повідомила про ефективність 78 %. Міністерство охорони здоров'я Філіппін заявило, що вакцина «Коронавак» відповідає стандартам Всесвітньої організації охорони здоров'я щодо рівня ефективності принаймні 50 %, тоді як FDA зазначило, що компанія-виробник ще не опублікувала офіційний та опублікований науковий звіт про рівень ефективності своєї вакцини, і що клінічні дослідження вакцини проводяться в різних країнах, і рівень ефективності в кожній країні буде різним. Після дозволу на екстрене використання 22 лютого перша партія вакцини «Коронавак» з 600 тисяч доз із пожертвування Китаю прибула в країну 28 лютого 2021 року.
Перша партія закупленої урядом вакцини «Коронавак» надійшла на Філіппіни 29 березня 2021 року, а попередні отримані партії надходили з пожертв.
24 серпня 2021 року уряд закупив у компанії «Sinovac» додаткові 10 мільйонів доз вакцини.

#### Спутник V
Росія зобов'яалася доставити першу партію вакцини «Спутник V» на Філіппіни приблизно у квітні 2021 року. Філіппіни та Росія також вели переговори щодо плану створення виробничих потужностей для виробництва вакцини «Спутник V» на Філіппінах.. Перша партія російської вакцини з 15 тисяч доз надійшла на Філіппіни 1 травня 2021 року.

#### Janssen
16 липня 2021 року на Філіппіни надійшла перша партія з 1606600 доз вакцини Janssen проти COVID-19, отриманої як пожертвування США через COVAX. 17 липня надійшла додаткова партія з 1632800 доз.
Про закупівлю вакцин Janssen проти COVID-19 ще тривали переговори.

#### Moderna
На початку березня 2021 року уряд Філіппін забезпечив 20 мільйонів доз вакцини Moderna проти COVID-19 завдяки тристоронній угоді з компанією Moderna та приватним сектором, очолюваним бізнесменом Енріке Разоном. Перша партія вакцини Moderna, з 249600 доз, надійшла 27 червня. Додаткові поставки очікуються в липні та серпні 2021 року.

#### Sinopharm
11 серпня надійшла перша партія вакцини Sinopharm BIBP під торговою маркою «Hayat-Vax» з 100 тисяч доз, подарованих Об'єднаними Арабськими Еміратами. Ще одна партія вакцини Sinopharm BIBP з 1 мільйона доз, подарованих Китаєм, прибула 20-21 серпня. Про закупівлю вакцин Sinopharm ще тривали переговори.

#### Спутник Лайт
19 листопада 2021 року надійшла перша партія вакцини Спутник Лайт проти COVID-19 із 5 тисяч доз, подарованих Росією.

#### Novavax
16 березня 2021 року відповідальний за вакцини на Філіппінах Карліто Галвес-молодший повідомив про укладення угоди про закупівлю вакцини Novavax у кількості 30 мільйонів доз для національної програми вакцинації, яка буде вироблятися Інститутом сироватки крові Індії, Філіппіни стали першою країною Південно-Східної Азії, яка закупила цю вакцину.

## Вакцинація за регіоном
| Регіон                                 | Перша доза (для дводозових вакцин) | Вакциновані | Повністю вакциновані | Процент | Бустерні дози | Загалом     |
| -------------------------------------- | ---------------------------------- | ----------- | -------------------- | ------- | ------------- | ----------- |
| Національний столичний регіон          | 12,942,855                         | 95,98 %     | 12,798,390           | 94,91 % | 5,372,666     | 30,073,365  |
| Кордильєрський адміністративний регіон | 1,139,912                          | 63,41 %     | 1,252,994            | 69,7 %  | 376,548       | 2,682,553   |
| Ілокос                                 | 3,669,482                          | 69,22 %     | 3,900,350            | 73,58 % | 1,492,868     | 8,345,074   |
| Долина Кагаян                          | 2,576,249                          | 69,9 %      | 2,635,605            | 71,51 % | 874,502       | 5,647,989   |
| Центральний Лусон                      | 8,196,165                          | 65,98 %     | 8,697,456            | 70,02 % | 2,817,537     | 19,226,650  |
| Калабарсон                             | 10,165,009                         | 62,77 %     | 10,782,603           | 66,58 % | 3,338,120     | 23,376,796  |
| Мімаропа                               | 1,594,687                          | 49,39 %     | 1,774,627            | 54,97 % | 227,770       | 3,498,483   |
| Бікол                                  | 3,447,527                          | 56,68 %     | 3,633,156            | 59,73 % | 660,727       | 7,343,888   |
| Західні Вісаї                          | 4,715,736                          | 59,28 %     | 5,311,476            | 66,77 % | 972,635       | 10,692,263  |
| Центральні Вісаї                       | 4,684,805                          | 57,97 %     | 4,807,154            | 59,48 % | 968,771       | 10,187,195  |
| Східні Вісаї                           | 2,829,960                          | 62,23 %     | 2,885,980            | 63,47 % | 553,070       | 5,909,671   |
| Півострів Замбоанга                    | 2,289,200                          | 59,07 %     | 2,373,310            | 61,24 % | 602,727       | 4,872,293   |
| Північне Мінданао                      | 3,252,825                          | 64,76 %     | 3,286,899            | 65,44 % | 960,258       | 6,935,116   |
| Давао                                  | 3,325,610                          | 63,42 %     | 3,350,804            | 63,9 %  | 692,260       | 7,027,089   |
| Сокксксарген                           | 2,583,189                          | 59,23 %     | 2,598,514            | 59,59 % | 470,911       | 5,252,070   |
| Карага                                 | 1,672,359                          | 59,63 %     | 1,768,021            | 63,04 % | 410,928       | 3,546,095   |
| Бангсаморо                             | 1,850,124                          | 37,42 %     | 1,913,074            | 38,69 % | 448,727       | 3,393,232   |
| Загалом                                | 71,016,826                         | 65,13 %     | 73,846,910           | 67,73 % | 21,392,812    | 166,256,348 |
| (Дані на 05.02.2023)                   |                                    |             |                      |         |               |             |

## Пріоритетні групи вакцинації
У лютому 2021 року уряд Філіппін оприлюднив список пріоритетних груп для національної програми вакцинації, затверджений тимчасовою національною технічною консультативною групою з імунізації. Список включав 3 основні категорії, причому найбільший пріоритет надавався групам населення під категорією «А». Станом на лютий 2022 року вакцинацію було дозволено особам пріоритетних груп від А1 до А5, решті дорослого населення та неповнолітнім (віком від 5 до 17 років).
| Категорія | Пріоритетна група |
| --------- | --- |
| A1        | Працівники першої лінії охорони здоров'я як національних, так і місцевих, приватних і державних, медичні працівники та непрофесіонали, як-от студенти, помічники медсестер, двірники, посадові особи барангаїв та медичні працівники, а також філіппінські працівники, які виїжджають за кордон (з 27 травня 2021) |
| A1.5      | Мери міст і муніципалітетів, головний міністр Бангсаморо, валі Бангсаморо та губернатори провінцій (Відповідно до резолюції керівної групи з вакцинації №: 115B-2021) |
| A2        | Особи віком від 60 років |
| A3        | Особи з хронічними захворюваннями, які іншим чином не включені до попередніх категорій |
| A4        | Персонал першої необхідності в життєво необхідних секторах, включаючи персонал у формі та в робочих секторах, визначених комітетом з вакцинації як важливі; місцеві керівники (з 19 березня 2021), працівники судових органів (з 5 квітня 2021), філіппінські моряки (з 12 квітня 2021), працівники виборчих комісій та центральної виборчої комісії (з 21 травня 2021), олімпійські тренери, спортсмени та делегати (з 22 травня 2021), працівники приватного сектору, державні службовці, працівники неформального сектору та самозайняті особи (з 27 травня 2021), працівники сфери розваг та медіа-індустрії (з 7 червня 2021) |
| A5        | Незаможне населення, яке іншим чином не включено до попередніх категорій, бездомне населення та бенефіціари урядової програми «Pantawid Pamilyang Pilipino». |
|           | |
| B1        | Вчителі, соціальні працівники |
| B2        | Інші державні службовці |
| B3        | Інші працівники життєво необхідних галузей (зокрема, працівники продуктових магазинів, банківські працівники, працівники роздрібної торгівлі, працівники торгових центрів) |
| B4        | Соціально-демографічні групи зі значно вищим ризиком, окрім людей похилого віку та малозабезпечених (наприклад, особи, позбавлені волі, особи з обмеженими можливостями, філіппінці, які проживають у густонаселених районах) |
| B5        | Закордонні філіппінські робітники |
| B6        | Інші працюючі особи, що залишилися |
|           | |
| C         | Решта філіппінців, які іншим чином не включені до вищевказаних груп, включаючи неповнолітніх віком від 5 до 17 років. |

### Зміни та доповнення
- 19 березня 2021 року — місцевих керівників (губернаторів провінцій, мерів міст і муніципалітетів, а також капітанів барангаїв) перекласифікували як працівників життєво необхідних галузей або під категорію A4.[141]
- 29 березня 2021 року — Специфічні хронічні захворювання визначені для категорії А3. Люди з ідентифікованими хронічними захворюваннями мають пріоритет для вакцинації перед людьми з іншими неуточненими хронічними захворюваннями.[142]
- 5 квітня 2021 року — зарахування працівників органів юстиції до категорії А4.[136]
- 12 квітня 2021 року — визначено 13 підгруп працівників життєво необхідних галузей категорії А4.[143] Це включає підвищення категорії філіппінських моряків до категорії A4 з B3 (інші працівники життєво необхідних галузей) або B5 (закордонні філіппінські працівники). Застосовується як до моряків, які працюють у країні, так і до тих, хто працює за кордоном.[137]
- 21 травня 2021 року — Співробітників першої лінії в галузі аутсорсингу та центральної виборчої комісії додано до категорії A4.[138]
- 22 травня 2021 року — Олімпійські тренери, спортсмени та делегати додані до категорії А4.[139]
- 27 травня 2021 р. — до категорії A1 включено філіппінських працівників, які виїздять за кордон[135], а до категорії A4 включено працівників приватного сектору, державних службовців (включаючи службовців державних корпорацій та місцевих органів влади), а також працівників неформального сектору та самозайнятих осіб.[140]
- 7 червня 2021 року — працівників індустрії розваг, зокрема ведучих, медіа-практиків, акторів і постановочну групу додали до категорії A4.[144]
- 15 жовтня 2021 — включена вакцинація дітей до категорії А3 (від 12 до 17 років із супутніми захворюваннями).[145]
- 3 листопада 2021 року — Розширення дитячої вакцинації на загальне підліткове населення до пріоритетної групи С (від 12 до 17 років без хронічних захворювань).[146]
- 7 лютого 2022 року — Розширення педіатричної вакцинації на загальне дитяче населення до пріоритетної групи С (від 5 до 11 років).[147]

## Суперечки і скандали

### Чорний ринок
У січні 2021 року, коли лише вакцина Pfizer–BioNTech мала дозвіл на екстрене використання, повідомлялося, що на Філіппінах створився нібито чорний ринок контрабандних вакцин із Китаю. Попит на вакцини був особливо високим у громадян Китаю в країні, особливо тих, хто працює на філіппінських офшорних операторах ігор. Повідомлялося, що доза вакцини продавалася за завищеними цінами, значно дорожчими за стандартну ціну тих самих вакцин у Китаї.
Наприкінці березня 2021 року філіппінське регуляторне агентство випустило пораду, яка застерігала громадськість від підроблених вакцин і що вакцини, які мають дозвіл на екстрене використання, не можуть продаватися з комерційною метою. Проте згідно з даними агентства станом на цей день ще не було повідомлень про поширення підроблених вакцин у країні.

### Стрибки в черзі
У березні 2021 року міністерство охорони здоров'я повідомило, що кілька осіб вийшли з черги на вакцинацію, зробивши щеплення, незважаючи на те, що в цих випадках вони не мали права це робити. До них належали кілька посадових осіб місцевої влади, що спонукало міністерство внутрішніх справ і місцевого самоврядування видати накази про розслідування, щоб пояснити, чому вони були вакциновані, та актор Марк Ентоні Фернандес, який був вакцинований, незважаючи на те, що не належить до пріоритетної групи для вакцинації. Фернандес, зі свого боку, стверджував, що в нього були проблеми зі здоров'ям, які з іншого боку дозволяли йому мати право вакцинуватися. Ці факти викликало занепокоєння комісії з прав людини, а також призвело до того, що ВООЗ попередила уряд Філіппін про те, що країна ризикує втратити доступ до своєї частки вакцин, наданих COVAX, якщо така практика продовжиться. Було висунуто низку пропозицій щодо вирішення проблем, пов'язаних із стрибках у черзі на вакцинацію: сенатор Франклін Дрілон закликав уряд збільшити постачання вакцини до країни, а депутат Прешіс Іполіто, який представляє другий округ Кесон-Сіті, подав законопроект, який вносить зміни до філіппінський закон про вакцинацію від COVID-19, з метою криміналізувати таку практику.

### Вакцинація президентської служби безпеки та президента Дутерте
У 2020 році члени президентської служби безпеки, посадовці кабінету міністрів, сенатор і спеціальний посланник з громадської дипломатії в Китаї отримали вакцини без дозволу управління з контролю за продуктами й ліками або міністерства охорони здоров'я.
У грудні 2020 року Дутерте також заявив, що деякі військовослужбовці вже отримали вакцину проти COVID-19 від китайського виробника «Sinopharm», незважаючи на те, що вакцина ще офіційно не схвалена органами охорони здоров'я країни. Через кілька днів було повідомлено, що деякі працівники президентської служби безпеки також отримали вакцину від невідомого виробника. Міністр оборони Делфін Лоренцана сказав, що вакцина, яку використовували працівники служби безпеки, була контрабандою. Бригадний генерал Хесус Дуранте III сказав, що співробітники президентської служби безпеки були вакциновані ще у вересні 2020 року, а Дутерте сказав, що персонал служби безпеки сам вводив вакцину. Прес-секретар президента Гаррі Роке закликав громадськість «просто змиритися», що деякі військовослужбовці отримали вакцинацію проти COVID-19. 28 грудня Збройні сили Філіппін заявили, що члени президентської служби безпеки були першими, кому зробили щеплення, щоб «захистити» Дутерте.
29 грудня генеральний директор Управління з контролю за якістю харчових продуктів і медикаментів Енріке Домінго заявив, що міністерство охорони здоров'я та управління з контролю медикаментів не консультувалися щодо вакцинації солдатів та інших урядовців. 30 грудня Дюранте заявив, що візьме на себе «повну відповідальність» за вакцину, введену співробітникам президентської служби охорони.
У 2021 році національне бюро розслідувань, управління з контролю медикаментів та Сенат Філіппін розпорядилися про проведення кримінальних розслідувань і слухань щодо ймовірних порушень із щепленнями.
4 січня 2021 року Дутерте наказав службовцям президентської служби безпеки або не відвідувати жодне засідання Конгресу щодо несанкціонованої вакцинації, або мовчати під час такого слухання, що суперечило словам прес-секретаря президента, який сказав, що президентська служба безпеки підкориться будь-якому розслідуванню. 5 січня, незважаючи на погрозу Дутерте потенційною «кризою», якщо сенатори допитають його військових охоронців, Сенат відкрив розслідування щодо несанкціонованого використання вакцин проти COVID-19. 6 січня сенатор Шервін Гачаліян сказав, що не знайшов нічого поганого в вакцинації співробітників президентської служби безпеки, оскільки вони вважалися «працівниками закладів, які беруть безпосередню участь у боротьбі з епідемією», хоча він визнав і заперечував той факт, що вакцини були ввезені в країну нелегально.
3 травня 2021 року президент Родріго Дутерте отримав свою першу дозу вакцини Sinopharm BIBP, незважаючи на те, що вона не отримала екстреного схвалення від регуляторного агентства. Філіппінське регуляторне агентство видало лише одноразовий спеціальний дозвіл на 10 тисяч доз вакцини для президентської служби безпеки. Але через громадське обурення президент Дутерте вибачився за використання вакцини, яка не була дозволена регуляторним агентством для екстреного використання, і попросив посольство Китаю забрати свою пожертву.

### Невизнання сертифікатів вакцин Гонконгом
Міністр закордонних справ Філіппін Теодоро Лосін-молодший оголосив, що уряд Гонконгу не визнаватиме докази вакцинації, видані філіппінськими органами влади та Бюро карантину на Філіппінах, через відсутність центрального реєстру. Це сталося після того, як надійшло повідомлення, що кільком закордонним філіппінським робітникам, які прямували до Гонконгу, було відмовлено у в'їзді через невизнання їхніх сертифікатів вакцинації.
Як проміжне рішення міністерство охорони здоров'я підтвердило, що всі особи, які виїздять за кордон, використовуватимуть міжнародний сертифікат про вакцинацію (ICV), виданий Бюро карантину, як офіційний доказ вакцинації для міжнародних поїздок, більш відомий як «жовта картка».ref name="HKRow"/>
22 серпня 2021 року міністерство праці та зайнятості оголосило, що уряд Гонконгу дозволить в'їзд на територію повністю вакцинованим філіппінським робітникам після пред'явлення міжнародного сертифікату про вакцинацію, виданого Бюро карантину, починаючи з 30 серпня 2021 року.